# 台中市公車69路
台中市公車69路目前行駛自龍潭里到台中國際機場，由台中客運營運。

## 歷史
- 2005年11月21日：配合台灣高鐵通車，69路通車營運，路線名稱為（烏日高鐵站－台中航空站）。
- 2011年10月1日：原行駛科園路及科雅路部分，改駛「中科路-科雅西路-科雅三路-科雅東路-科雅路」增設中科管理局、科雅西科雅七路口、科雅三科雅路口、科雅東科雅四路口及二期標準廠房等站。
- 2012年9月1日：原行駛科雅路路段，改駛為平和路與月祥路。
- 2013年8月1日：調整發車時刻。[1]
- 2015年3月1日：往烏日方向裁切行駛至龍潭里（環中路），將路線名稱更改為「龍潭里（環中路）－台中國際機場」，原「國際會展中心」、「高鐵臺中站」、「烏日國中」、「烏日」、「中山五光路口」、「中和紡織」、「烏日橋」、「明道中學」、「明道花園城」、「九張犁」、「光德國中」、「烏日停車場」等12站位取消。.
- 2016年3月15日：主線新增「月祥路361巷口」招呼站。[2]
- 2016年12月1日：「榮總北院(精神科)」站更名為「榮總北院」站。
- 2017年6月9日：69繞將「營區口」更名為「東大中科路口」[3]
- 2018年5月16日：新增「中清文化路口」。
- 2019年9月16日：新增「東大月祥路口」。
- 2020年8月20日：新增(往龍潭里方向)「臺中榮總(東大路)」。
- 2022年5月1日：「格網中心」更名為「東大科園路口(格網中心)」。
- 2022年9月1日：「忠義市場（原民中心）」更名為「忠義市場（原文館）」。
- 2023年5月1日：「漢翔複材中心」取消站位。
- 2023年12月16日：69繞路併入台中客運代駛之357路，並調整發車時刻。[4][5]
- 2024年1月3日：調整發車時刻。[6]
- 2024年8月12日：調整發車時刻。[7]

## 路線基本資料

### 主線
單程行車里數約31公里，單程行車時間約一小時。往台中國際機場45站，往龍潭里（環中路）46站，主線行經科雅路。
自龍潭（環中路）起，沿西屯區環中路三段、市政路、惠來路二段、市政北六路、河南路三段、臺灣大道三段、臺灣大道四段、中科路、大雅區科雅西路、科雅三路、科雅東路、科雅五路、科雅路、平和路、月祥路、沙鹿區中清路五段、六段、中航路到台中國際機場。

#### 主線時刻表
- 時刻表僅供參考，請以臺中客運網站公告為準。

| 龍潭（環中路）開時刻 | 龍潭（環中路）開備註 | 台中國際機場開時刻 | 台中國際機場開備註 |
| 05:50                | -                    | 06:45              | -                  |
| 06:40                | -                    | 07:55              | -                  |
| 08:00                | -                    | 09:15              | -                  |
| 09:10                | -                    | 10:20              | -                  |
| 10:25                | -                    | 12:05              | -                  |
| 11:30                | -                    | 13:30              | -                  |
| 13:10                | -                    | 14:15              | -                  |
| 14:40                | -                    | 15:50              | -                  |
| 15:20                | -                    | 16:50              | -                  |
| 16:55                | -                    | 18:05              | -                  |

| 龍潭（環中路）開時刻 | 龍潭（環中路）開備註 | 台中國際機場開時刻 | 台中國際機場開備註 |
| 06:00                | -                    | 06:45              | -                  |
| 06:40                | -                    | 07:30              | -                  |
| 07:35                | -                    | 08:30              | -                  |
| 08:25                | -                    | 09:20              | -                  |
| 09:30                | -                    | 10:30              | -                  |
| 10:20                | -                    | 11:50              | -                  |
| 12:20                | -                    | 13:30              | -                  |
| 13:00                | -                    | 14:10              | -                  |
| 14:40                | -                    | 15:50              | -                  |
| 15:20                | -                    | 16:50              | -                  |

### 繞駛路線
全程行車里數約31公里，全程行車時間約45分鐘。往台中國際機場34站，往龍潭里（環中路）37站。繞駛路線行經清泉路。
自龍潭（環中路）起，沿西屯區環中路三段、市政路、惠來路二段、臺灣大道三段、臺灣大道四段、東大路一段、東大路二段、沙鹿區中清路五段、六段、中航路到台中國際機場。

#### 繞駛路線時刻表
- 時刻表僅供參考，請以臺中客運網站公告為準。
- 已與台中市公車357路合併

| 龍潭（環中路）開時刻 | 龍潭（環中路）開備註 | 台中國際機場開時刻 | 台中國際機場開備註 |
| 10:30                | -                    | 11:20              | -                  |
| 12:30                | -                    | 13:20              | -                  |
| 14:10                | -                    | 15:00              | -                  |
| 15:50                | -                    | 19:10              | -                  |
| 18:15                | -                    | 20:50              | -                  |
| 20:00                | -                    | 22:30              | -                  |
| 21:40                | -                    | -                  | -                  |

### 收費
- 依里程計費；刷電子票證10公里免費。
- 里程計費說明：
  - 基本里程：8公里。
  - 基本里程票價全票20元、半票11元。
  - 超過基本里程（8公里）計費方式：
    - 全票=[2.431 x 搭乘里程數x （1+5%營業稅）] （四捨五入）
    - 半票=[2.431 x 搭乘里程數x （1+5%營業稅）] x 50% （四捨五入）

  - 兒童、老人、身心障礙者及其陪伴者依規定半票收費。

### 停站
- 參見右側站牌路線圖。
- 路線圖更新時間為2024年1月8日。